# Віторія (Іспанія)
Віто́рія (ісп. Vitoria), або Гастейс (баск. Gasteiz) — місто на півночі Іспанії, адміністративний центр провінції Алава і автономної області Країна Басків. Віторія є другим за величиною містом країни після Більбао. Населення — 238 247 осіб (2010).

## Географія
Місто розташоване на відстані близько 280 км на північ від Мадрида.
На території муніципалітету Віторія-Гастейс, окрім однойменного міста, розташовані такі населені пункти: Аберастурі, Абечуко, Алі/Еарі, Амаріта, Андолью, Антесана-де-Форонда, Арангіс, Аркауте, Аречавалета, Аргандонья, Аріньєс, Аркая, Арментіа, Арріага, Аскарца, Астегієта, Берростегієта, Бетоньйо, Болівар, Кастільйо/Гастелу, Кріспіхана/Кріспіньяна, Елорріага, Ескібель, Естаррона, Форонда, Гамарра-Майор/Гамарра-Нагусіа, Гамарра-Менор, Гаміс, Гарделегі, Гобео, Гомеча, Геренья, Уето-Абахо/Ото-Баррен, Уето-Арріба, Іларраца, Хунгіту, Ласарте, Артаса-де-Форонда, Легарда, Мандохана, Лерманда, Лопідана, Лубіано, Маргаріта, Мартіода, Матауко, Мендігурен, Мендіола, Мендоса, Міньяно-Майор/Міньяо, Міньяно-Менор/Міньяо-Гучіа, Монастеріогурен, Орейтіа, Отасу, Ретана, Субіхана-де-Алава/Субільяна-Гастейс, Ульїбаррі-де-лос-Ольєрос/Урібаррі-Нагусіа, Ульїбаррі-Аррасуа, Ульїбаррі-Вінья/Урібаррі-Дібінья, Вільяфранка, Юрре/Іурре, Серіо, Суасо-де-Віторія/Суацу, Сумельсу/Сумельцу.

## Історія
Традиційно вважається, що Віторія була заснована королем вестготів Леовігільдом у 581 р. під назвою Victoriacum. Леовігільд заснував місто після перемоги над васконами, щоб закріпитися на цих землях. Однак археологічні дослідження не виявили ознак присутності вестготів у цій місцевості. Деякі історики ідентифікують Victoriacum з містечком Віторіано, що знаходиться поблизу.
Поселення під назвою Gastehiz вперше згадується у документі, який називається Reja de San Millán, у якому перелічуються містечка та села, що були розташовані біля монастиря Сан Мільян та розмір десятини, яку вони повинні були сплатити. Переважна більшість поселень у цьому списку має баскські назви, багато з них існують дотепер і входять до муніципалітету Віторія.
Сучасна Віторія була заснована у 1181 р. королем Наварри Санчо VI Мудрим на місці поселення Gasteiz. Він змінив цю давню назву на "Nueva Victoria". Nueva Victoria була оборонним аванпостом для захисту від Кастильського королівства. Проте уже у 1200 р. король Кастилії Альфонсо VIII Благородний захопив її після облоги, що тривала сім місяців та приєднав до свого королівства. Віторія поступово розширювалася і у 1431 р. Хуан II Кастильський надав їй статус міста.
21 червня 1813 р. під Віторією відбулася битва між об'єднаною армією британців, португальців та іспанців під командуванням Артура Уелслі з одного боку та французькою армією під командуванням Жозефа Бонапарта та маршала Жана-Батиста Журдана з другого боку, у якій французи зазнали поразки, що згодом призвело до перемоги союзників у Війні на Піренейському півострові.
23 травня 1980 р. Віторія стала столицею автономної області Країна Басків.

## Клімат
| Клімат Форонда-Тксокіса 513m (1981–2010)   | Клімат Форонда-Тксокіса 513m (1981–2010) | Клімат Форонда-Тксокіса 513m (1981–2010) | Клімат Форонда-Тксокіса 513m (1981–2010) | Клімат Форонда-Тксокіса 513m (1981–2010) | Клімат Форонда-Тксокіса 513m (1981–2010) | Клімат Форонда-Тксокіса 513m (1981–2010) | Клімат Форонда-Тксокіса 513m (1981–2010) | Клімат Форонда-Тксокіса 513m (1981–2010) | Клімат Форонда-Тксокіса 513m (1981–2010) | Клімат Форонда-Тксокіса 513m (1981–2010) | Клімат Форонда-Тксокіса 513m (1981–2010) | Клімат Форонда-Тксокіса 513m (1981–2010) | Клімат Форонда-Тксокіса 513m (1981–2010) |
| Показник                                   | Січ.                                     | Лют.                                     | Бер.                                     | Квіт.                                    | Трав.                                    | Черв.                                    | Лип.                                     | Серп.                                    | Вер.                                     | Жовт.                                    | Лист.                                    | Груд.                                    | Рік                                      |
| Абсолютний максимум, °C                    | 18,7                                     | 21,5                                     | 26,6                                     | 29,1                                     | 33,0                                     | 37,4                                     | 38,4                                     | 40,8                                     | 37,2                                     | 29,3                                     | 22,2                                     | 20,3                                     | 40,8                                     |
| Середній максимум, °C                      | 8,7                                      | 10,3                                     | 13,7                                     | 15,4                                     | 19,3                                     | 23,0                                     | 25,7                                     | 25,9                                     | 23,1                                     | 18,3                                     | 12,4                                     | 9,1                                      | 17,1                                     |
| Середня температура, °C                    | 4,9                                      | 5,7                                      | 8,2                                      | 9,8                                      | 13,3                                     | 16,6                                     | 19,0                                     | 19,2                                     | 16,6                                     | 12,9                                     | 8,2                                      | 5,5                                      | 11,7                                     |
| Середній мінімум, °C                       | 1,2                                      | 1,1                                      | 2,7                                      | 4,1                                      | 7,2                                      | 10,2                                     | 12,3                                     | 12,5                                     | 10,1                                     | 7,5                                      | 4,0                                      | 1,9                                      | 6,2                                      |
| Абсолютний мінімум, °C                     | −17,8                                    | −15,4                                    | −9,2                                     | −3,8                                     | −2,2                                     | 1,0                                      | 3,2                                      | 0,8                                      | 0,2                                      | −2,7                                     | −9,4                                     | −11,5                                    | −17,8                                    |
| Середня кількість сонячних годин на місяць | 83                                       | 108                                      | 148                                      | 163                                      | 196                                      | 218                                      | 244                                      | 226                                      | 178                                      | 144                                      | 92                                       | 75                                       | 1886                                     |
| Норма опадів, мм                           | 75                                       | 63                                       | 63                                       | 73                                       | 70                                       | 43                                       | 38                                       | 39                                       | 41                                       | 71                                       | 91                                       | 82                                       | 742                                      |
| Днів з опадами                             | 10                                       | 10                                       | 8                                        | 11                                       | 9                                        | 6                                        | 4                                        | 5                                        | 6                                        | 9                                        | 11                                       | 11                                       | 99                                       |
| Днів зі снігом                             | 3                                        | 3                                        | 2                                        | 1                                        | 0                                        | 0                                        | 0                                        | 0                                        | 0                                        | 0                                        | 1                                        | 2                                        | 11                                       |
| Вологість повітря, %                       | 83                                       | 79                                       | 72                                       | 72                                       | 71                                       | 70                                       | 70                                       | 70                                       | 72                                       | 77                                       | 82                                       | 84                                       | 75                                       |
| ------------------------------------------ | ---------------------------------------- | ---------------------------------------- | ---------------------------------------- | ---------------------------------------- | ---------------------------------------- | ---------------------------------------- | ---------------------------------------- | ---------------------------------------- | ---------------------------------------- | ---------------------------------------- | ---------------------------------------- | ---------------------------------------- | ---------------------------------------- |

## Населення
У 2009 р. населення Віторії становило 235 661 осіб, з них 119 383 жінок та 116 278 чоловіків.
Динаміка населення (INE ):

## Релігія
- Центр Віторійської діоцезії Католицької церкви.

## Мови
Іспанська мова є домінуючою у місті. Водночас за останні кілька десятиліть після запровадження викладання у школах баскською мовою кількість жителів міста, що володіють нею, помітно зросла. У 2001 році 14,7% жителів добре володіли баскською і 20,6% розуміли її, але не дуже добре розмовляли нею. Однак кількість жителів міста, які розмовляють баскською мовою вдома невелика: у 2001 р. 1,5% розмовляли вдома по-баскськи, а 3,1% — і по-баскськи, і по-іспанськи.

## Економіка

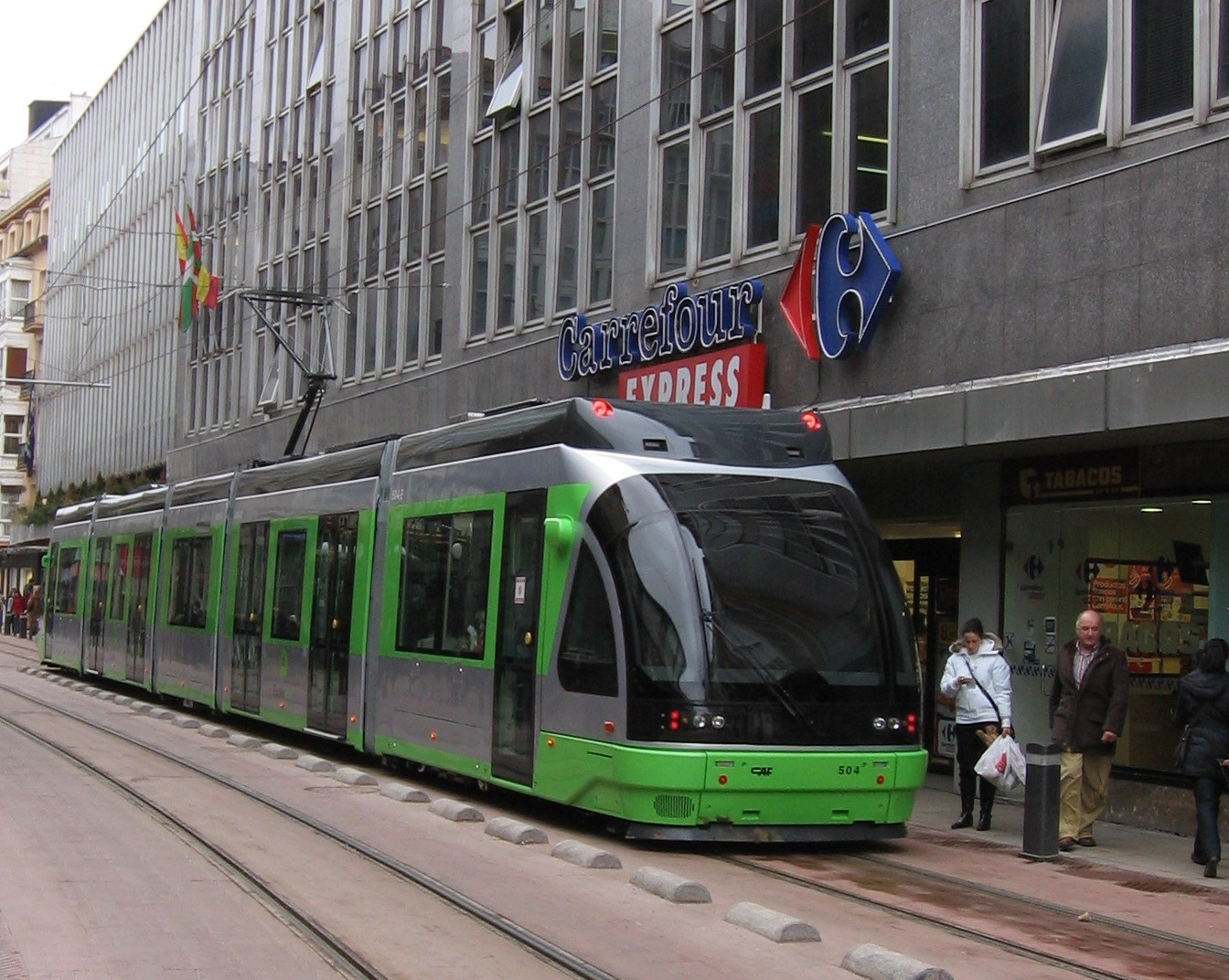
Трамвай у Віторії

У Віторії розташовані заводи таких міжнародних корпорацій, як Mercedes Benz, Michelin, Gamesa і Daewoo, а також місцеві супутні підприємства. Окрім промисловості важливою складовою економіки міста є комерційна та адміністративна діяльність.

## Транспорт
Віторія знаходиться на залізничній лінії, що з'єднує Мадрид з Сан-Себастьяном і Францією; ще одна залізнична лінія іде на схід, до Памплони.
Аеропорт Віторії знаходиться за декілька кілометрів на північний захід від міста. Він використовується переважно для вантажних рейсів.
Місто обслуговує мережа маршрутів міських автобусів. 23 грудня 2008 року компанія EuskoTran, дочірня організація баскської залізничної компанії EuskoTren, відкрила у місті трамвайну лінію.

## Персоналії
У місті народились:
- Альмудена Сід (* 1980) — іспанська гімнастка, учасниця чотирьох Олімпійських ігор.
- Ева Гарсія Саенз де Уртурі (* 1972) — іспанська письменниця.
- Айноа Сантамарія (* 1980) — іспанська акторка.

У місті померли:
- Кармело Бальєстер-Н'єто (1881—1949) — архієпископ Компостельський.

## Галерея

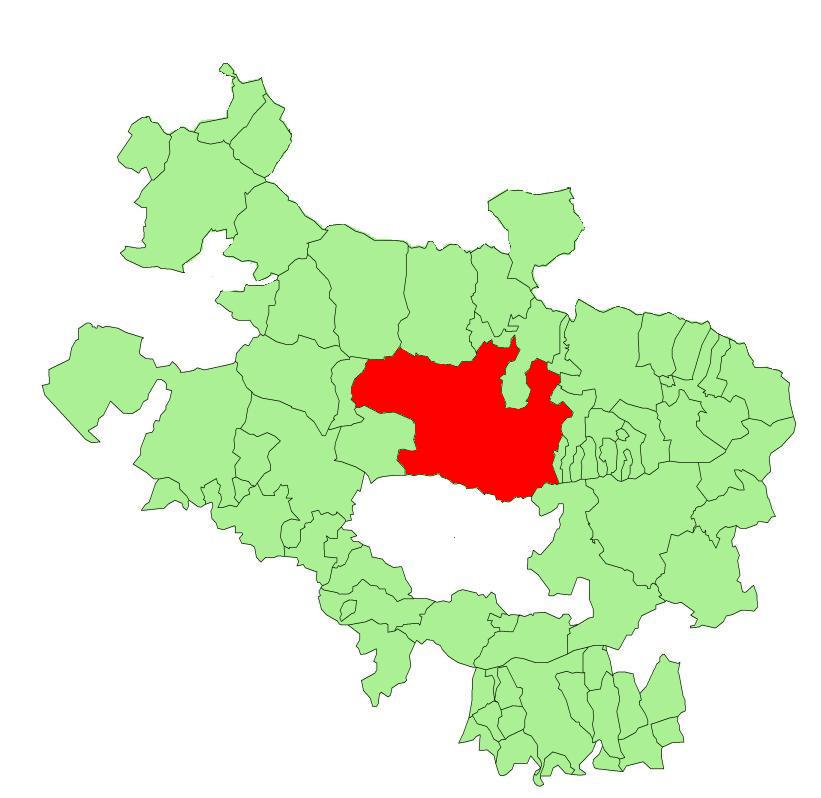
Розташування муніципалітету в Алаві
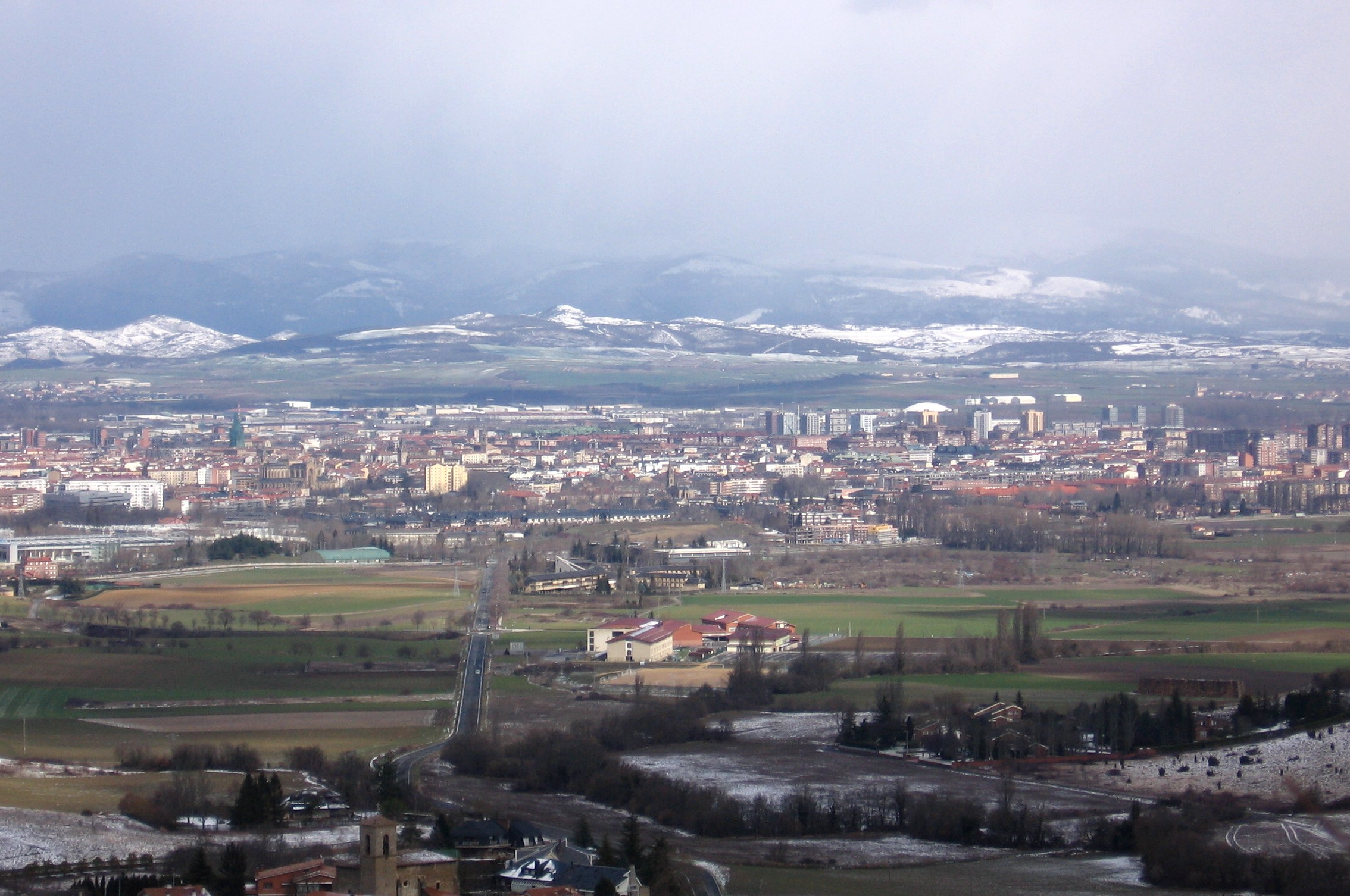
Панорама міста
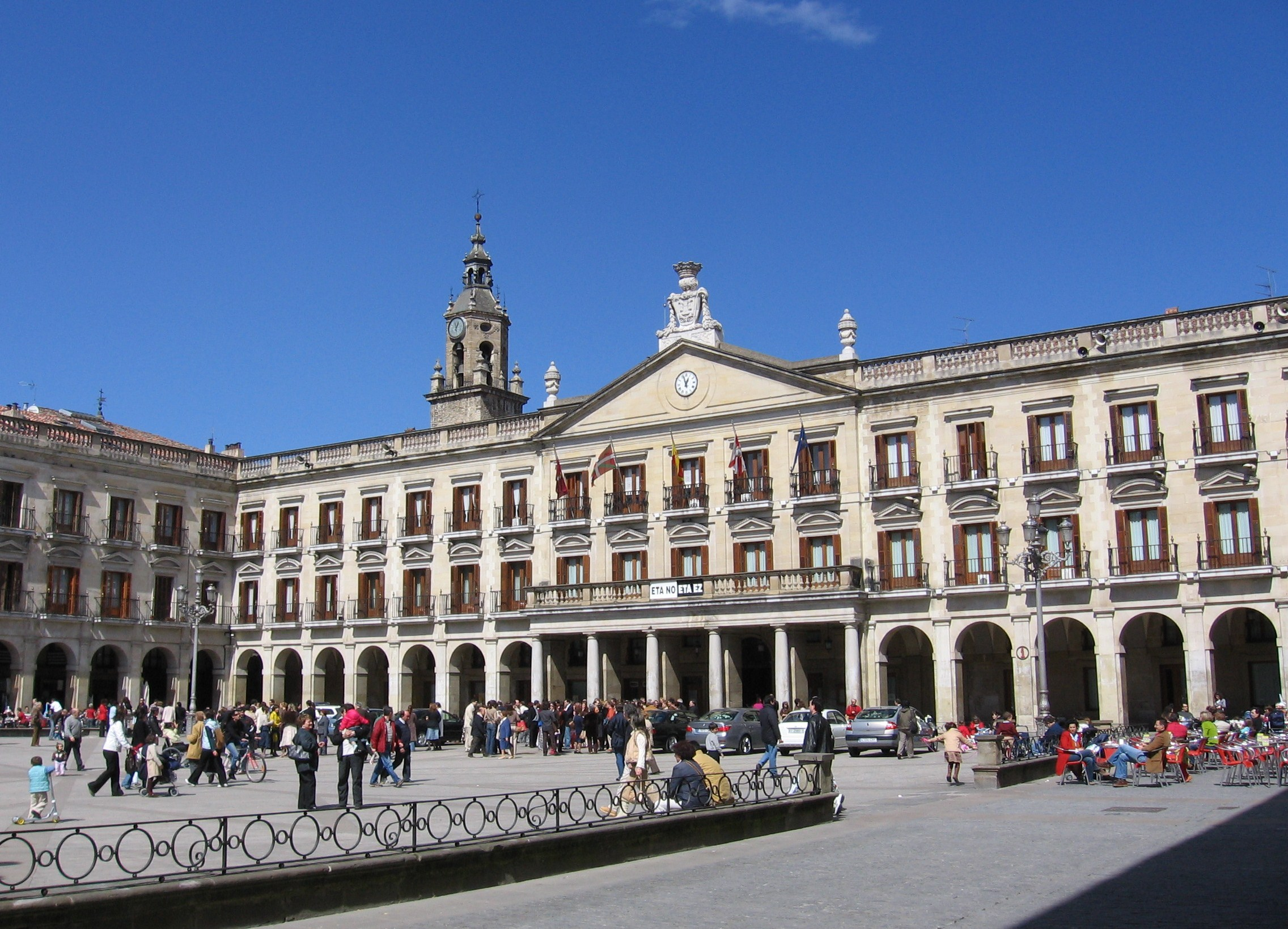
Площа Іспанії
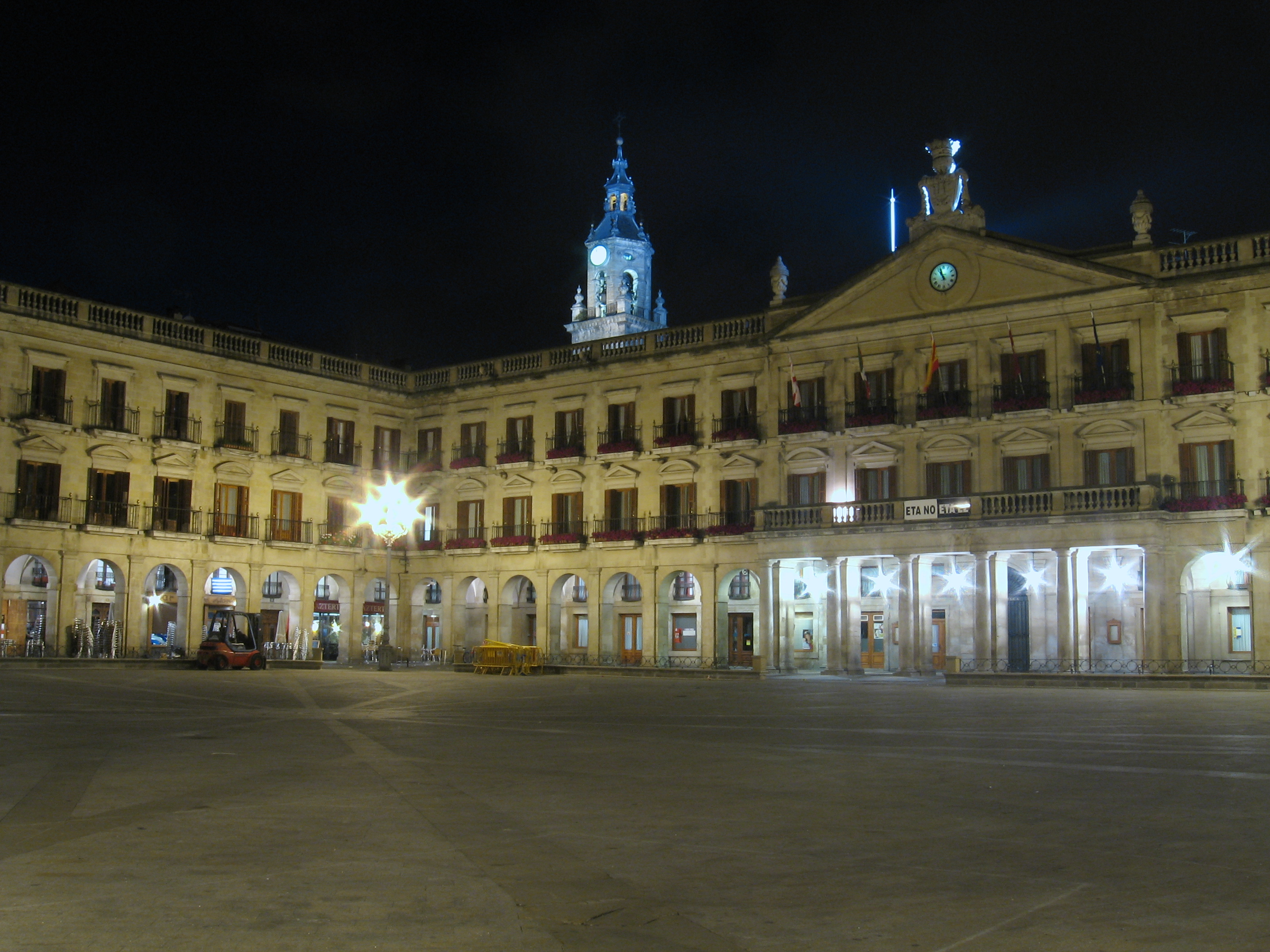
Будинок муніципальної ради

## Міста-побратими
- Віторія (Еспіріту-Санту)
- Вікторія (Техас)
- Анахайм
- Кутаїсі
- Ангулем